# Kirklington-cum-Upsland
Pour l’article homonyme, voir Kirklington.
Kirklington-cum-Upsland est une paroisse civile du Yorkshire du Nord, en Angleterre.